# Moto2

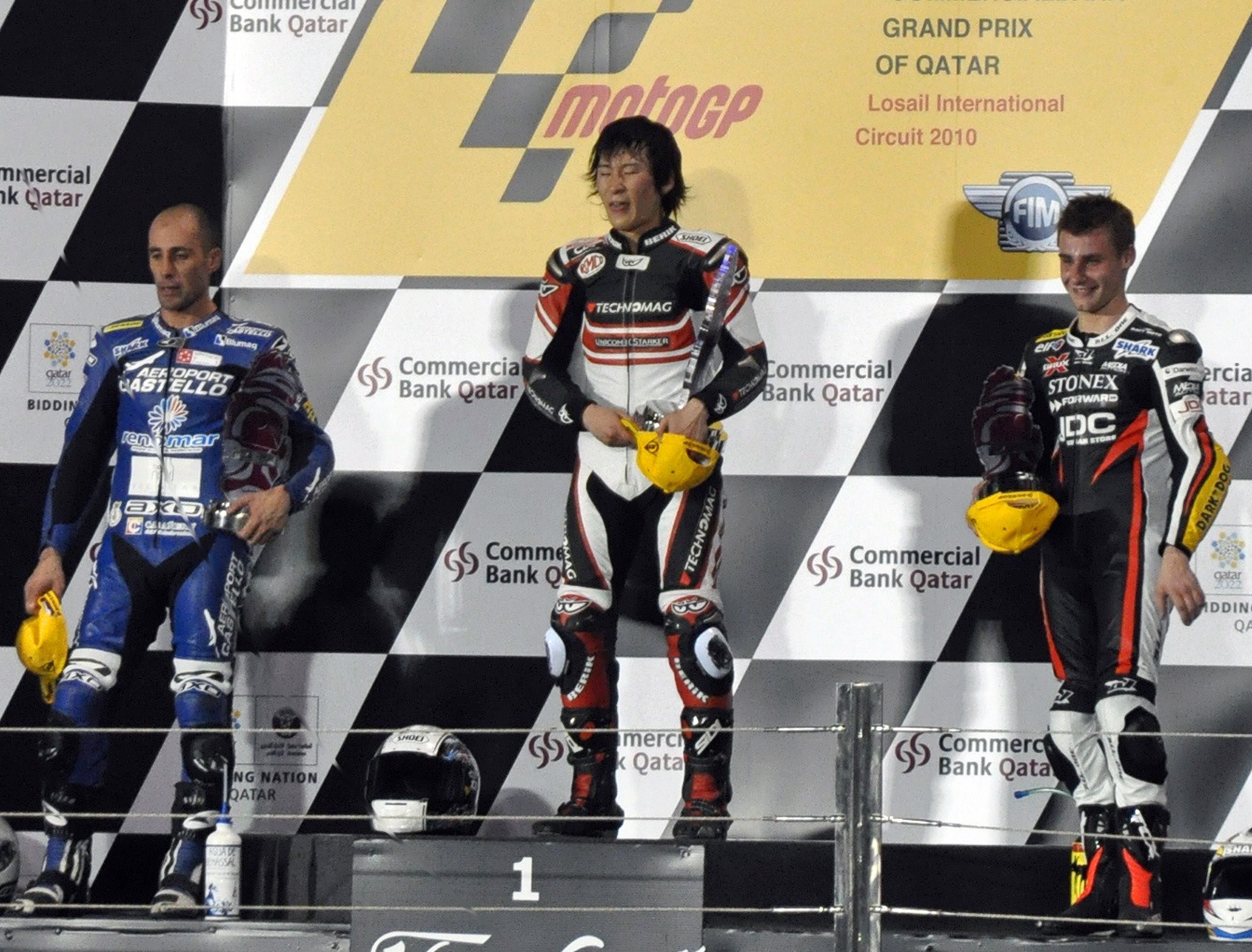
Primer podio en la historia de esta categoría.

Moto2 es la categoría intermedia del Campeonato Mundial de Motociclismo, considerado el certamen internacional más importante en el ámbito de la velocidad. Esta categoría de motor tricilíndrico de 765cc, derivado de la Triumph Street Triple, sustituyó a la de 250cc de dos tiempos en el año 2010 y su organización viene determinada por la Federación Internacional de Motociclismo, al igual que ocurre con las otras categorías del campeonato: MotoGP, Moto3 y MotoE.  A partir de 2019 el motor Honda de 600cc es sustituido por el tricilíndrico  de la marca Triumph de 765cc.

## Características
Es el escalafón intermedio del Mundial y se caracteriza por la utilización de motos de 765cc, con motor de cuatro tiempos. Estos motores entraron en liza en la temporada 2010, fecha en la que desaparecieron de esta categoría las motocicletas de 250cc con motor de dos tiempos. Hasta el año 2018 se corría con un motor Honda proveniente de la moto de calle CBR600R, y en el año 2019 Dorna apostó por la empresa británica Triumph para suministrar los motores a las escuderías de Moto2.
Aunque en la temporada 2010 podía usarse el motor de dos tiempos, todos los equipos pidieron participar con las nuevas Moto2 y correr con motores de cuatro tiempos, menos contaminantes y acordes al cambio iniciado en el concierto internacional del motociclismo de velocidad.

### Reglamento
La categoría Moto2 tiene una normativa específica, diferente de MotoGP y Superbikes. El motor es similar al que monta la Street Triple RS para el modelo de calle pero con preparación específica para competición (por ejemplo una mayor compresión, electrónica específica, válvulas de titanio que hacen que se obtengan más de 140CV en rueda). Los equipos tienen que diseñar un chasis desde cero, al igual que el depósito, carenado y demás componentes, que no podrán ser derivados nunca de un modelo de calle.
Ficha técnica
- Motor: Tres cilindros en línea, 4 tiempos, 12 válvulas DOHC, refrigeración líquida.
- Origen: TRIUMPH.
- Cilindrada: 765cc.
- Diámetro por carrera: 77,99 x 53,8 mm.
- Potencia máxima: +140 CV.
- Carburación: inyección electrónica Magneti Marelli.
- Diámetro de la mariposa: 40 mm.
- Depósito de combustible: 22 litros.
- Embrague: multidisco, autodeslizante húmedo, con accionamiento mecánico por cable.
- Bastidor: doble viga en aluminio.
- Dimensiones: 1990 x 500 x 1000 mm.
- Ángulo de lanzamiento: 22°55′ (variable).
- Avance: 95 mm (variable).
- Altura del asiento: ND.
- Suspensión: tanto delantera como trasera la mayoría Ohlins.
- Llantas: de magnesio forjado,
- Delantera: 17 x 3,75.
- Trasera: 17 x 6.
- Neumático delantero: Pirelli 125/80-17.
- Neumático trasero: Pirelli 190/55-17.
- Freno delantero: Doble Disco de 300 mm., pinzas de cuatro pistones y anclaje radial Galfer.
- Freno trasero: Disco de 220 mm., pinza de dos pistones Galfer.
- Peso en orden de marcha: 137 kilos

## Temporada actual
La temporada 2025 del Campeonato del Mundo de Moto2 será la 16.ª edición de este campeonato creado en 2010. Este campeonato forma parte de la 77.ª edición del Campeonato del Mundo de Motociclismo.

## Palmarés
| Año  | Primero           | Puntos | Segundo         | Puntos | Tercero          | Puntos |
| ---- | ----------------- | ------ | --------------- | ------ | ---------------- | ------ |
| 2010 | Toni Elías        | 271    | Julián Simón    | 201    | Andrea Iannone   | 199    |
| 2011 | Stefan Bradl      | 274    | Marc Márquez    | 251    | Andrea Iannone   | 177    |
| 2012 | Marc Márquez      | 328    | Pol Espargaró   | 269    | Andrea Iannone   | 194    |
| 2013 | Pol Espargaró     | 265    | Scott Redding   | 225    | Esteve Rabat     | 216    |
| 2014 | Esteve Rabat      | 346    | Mika Kallio     | 289    | Maverick Viñales | 274    |
| 2015 | Johann Zarco      | 352    | Álex Rins       | 234    | Esteve Rabat     | 231    |
| 2016 | Johann Zarco      | 276    | Thomas Lüthi    | 234    | Álex Rins        | 214    |
| 2017 | Franco Morbidelli | 308    | Thomas Lüthi    | 243    | Miguel Oliveira  | 241    |
| 2018 | Francesco Bagnaia | 306    | Miguel Oliveira | 297    | Brad Binder      | 201    |
| 2019 | Álex Márquez      | 262    | Brad Binder     | 259    | Thomas Lüthi     | 250    |
| 2020 | Enea Bastianini   | 205    | Luca Marini     | 196    | Sam Lowes        | 196    |
| 2021 | Remy Gardner      | 311    | Raúl Fernández  | 307    | Marco Bezzecchi  | 214    |
| 2022 | Augusto Fernández | 271.5  | Ai Ogura        | 242    | Arón Canet       | 200    |
| 2023 | Pedro Acosta      | 332.5  | Tony Arbolino   | 249.5  | Fermín Aldeguer  | 212    |
| 2024 | Ai Ogura          | 274    | Arón Canet      | 234    | Manuel González  | 195    |

### Campeonatos por piloto
| Piloto            |   |   |   |
| ----------------- | - | - | - |
| Johann Zarco      | 2 | 0 | 0 |
| Marc Márquez      | 1 | 1 | 0 |
| Pol Espargaró     | 1 | 1 | 0 |
| Ai Ogura          | 1 | 1 | 0 |
| Esteve Rabat      | 1 | 0 | 2 |
| Toni Elías        | 1 | 0 | 0 |
| Stefan Bradl      | 1 | 0 | 0 |
| Franco Morbidelli | 1 | 0 | 0 |
| Francesco Bagnaia | 1 | 0 | 0 |
| Álex Márquez      | 1 | 0 | 0 |
| Enea Bastianini   | 1 | 0 | 0 |
| Remy Gardner      | 1 | 0 | 0 |
| Augusto Fernandez | 1 | 0 | 0 |
| Pedro Acosta      | 1 | 0 | 0 |
| Thomas Lüthi      | 0 | 2 | 1 |
| Álex Rins         | 0 | 1 | 1 |
| Miguel Oliveira   | 0 | 1 | 1 |
| Brad Binder       | 0 | 1 | 1 |
| Arón Canet        | 0 | 1 | 1 |
| Julian Simón      | 0 | 1 | 0 |
| Scott Redding     | 0 | 1 | 0 |
| Mika Kallio       | 0 | 1 | 0 |
| Luca Marini       | 0 | 1 | 0 |
| Raúl Fernández    | 0 | 1 | 0 |
| Tony Arbolino     | 0 | 1 | 0 |
| Andrea Iannone    | 0 | 0 | 3 |
| Maverick Viñales  | 0 | 0 | 1 |
| Sam Lowes         | 0 | 0 | 1 |
| Marco Bezzecchi   | 0 | 0 | 1 |
| Fermín Aldeguer   | 0 | 0 | 1 |
| Manuel Gonzalez   | 0 | 0 | 1 |

### Campeonatos por país
| País        |   |   |   |
| ----------- | - | - | - |
| España      | 7 | 6 | 7 |
| Italia      | 3 | 2 | 4 |
| Francia     | 2 | 0 | 0 |
| Japón       | 1 | 1 | 0 |
| Alemania    | 1 | 0 | 0 |
| Australia   | 1 | 0 | 0 |
| Suiza       | 0 | 2 | 1 |
| Reino Unido | 0 | 1 | 1 |
| Portugal    | 0 | 1 | 1 |
| Sudáfrica   | 0 | 1 | 1 |
| Finlandia   | 0 | 1 | 0 |

### Mundial de equipos
- De 2010 a 2017 no hubo una clasificación por equipos en Moto2. Las temporadas resaltadas en verde muestran cómo habría terminado la clasificación de haberse disputado un campeonato por equipos.

| Año  | Primero                 | Puntos | Segundo                     | Puntos | Tercero                       | Puntos |
| ---- | ----------------------- | ------ | --------------------------- | ------ | ----------------------------- | ------ |
| 2010 | Fimmco Speed Up         | 308    | Gresini Racing Moto2        | 275    | JiR Moto2                     | 235    |
| 2011 | Viessmann Kiefer Racing | 274    | Team Catalunya Caixa Repsol | 251    | Speed Master                  | 177    |
| 2012 | Tuenti Pons HP 40       | 397    | Team Catalunya-Caixa Repsol | 328    | Marc VDS Racing Team          | 295    |
| 2013 | Tuenti HP 40            | 487    | Marc VDS Racing Team        | 413    | Technomag carXpert            | 180    |
| 2014 | Marc VDS Racing Team    | 635    | Páginas Amarillas HP 40     | 359    | Interwetten Paddock Moto2     | 194    |
| 2015 | Ajo Motorsport          | 352    | Páginas Amarillas HP 40     | 314    | EG 0,0 Marc VDS               | 304    |
| 2016 | EG 0,0 Marc VDS         | 282    | Ajo Motorsport              | 276    | Garage Plus Interwetten       | 234    |
| 2017 | EG 0,0 Marc VDS         | 509    | Red Bull KTM Ajo            | 346    | CarXpert Interwetten          | 243    |
| 2018 | Red Bull KTM Ajo        | 498    | Sky Racing Team VR46        | 453    | EG 0,0 Marc VDS               | 328    |
| 2019 | Flexbox HP40            | 391    | Dynavolt Intact GP          | 387    | Red Bull KTM Ajo              | 353    |
| 2020 | Sky Racing Team VR46    | 380    | EG 0,0 Marc VDS             | 267    | Red Bull KTM Ajo              | 251    |
| 2021 | Red Bull KTM Ajo        | 618    | Elf Marc VDS Racing Team    | 364    | Sky Racing Team VR46          | 303    |
| 2022 | Red Bull KTM Ajo        | 448.5  | IDEMITSU Honda Team Asia    | 370    | Flexbox HP40                  | 287    |
| 2023 | Red Bull KTM Ajo        | 417.5  | Speed Up Racing             | 362    | Elf Marc VDS Racing Team      | 353.5  |
| 2024 | MT Helmets - MSi        | 465    | Speed Up Racing             | 359    | OnlyFans American Racing Team | 289    |

### Victorias por piloto
Actualizado tras el Gran Premio de San Marino de 2024. [cita requerida]
| Piloto                | Victorias | Primera           | Última             |
| --------------------- | --------- | ----------------- | ------------------ |
| Marc Márquez          | 16        | Francia 2011      | Valencia 2012      |
| Johann Zarco          | 15        | Argentina 2015    | Valencia 2016      |
| Tito Rabat            | 13        | España 2013       | Valencia 2015      |
| Thomas Lüthi          | 12        | Malasia 2011      | EEUU 2019          |
| Pol Espargaró         | 10        | España 2012       | Japón 2013         |
| Sam Lowes             | 10        | EEUU 2015         | Jerez 2023         |
| Pedro Acosta          | 10        | Italia 2022       | Indonesia 2023     |
| Raúl Fernández        | 8         | Portugal 2021     | Valencia 2021      |
| Brad Binder           | 8         | Alemania 2018     | Valencia 2019      |
| Francesco Bagnaia     | 8         | Catar 2018        | Japón 2018         |
| Álex Márquez          | 8         | España 2017       | Rep. Checa 2019    |
| Franco Morbidelli     | 8         | Catar 2017        | Aragón 2017        |
| Andrea Iannone        | 8         | Italia 2010       | Italia 2012        |
| Augusto Fernández     | 7         | Holanda 2019      | Gran Bretaña 2022  |
| Toni Elías            | 7         | España 2010       | Japón 2010         |
| Fermín Aldeguer       | 7         | Gran Bretaña 2023 | Alemania 2024      |
| Remy Gardner          | 6         | Portugal 2020     | Algarve 2021       |
| Luca Marini           | 6         | Malasia 2018      | Cataluña 2020      |
| Miguel Oliveira       | 6         | Australia 2017    | Valencia 2018      |
| Tony Arbolino         | 6         | EEUU 2022         | Australia 2023     |
| Lorenzo Baldassarri   | 5         | San Marino 2016   | España 2019        |
| Stefan Bradl          | 5         | Portugal 2010     | Gran Bretaña 2011  |
| Celestino Vietti      | 5         | Catar 2022        | Austria 2024       |
| Ai Ogura              | 5         | España 2022       | San Marino 2024    |
| Álex Rins             | 4         | Indianápolis 2015 | Francia 2016       |
| Maverick Viñales      | 4         | EEUU 2014         | Malasia 2014       |
| Mika Kallio           | 4         | Rep. Checa 2013   | Indianápolis 2014  |
| Jake Dixon            | 4         | Países Bajos 2023 | Aragón 2024        |
| Marco Bezzecchi       | 3         | Estiria 2020      | Estiria 2021       |
| Enea Bastianini       | 3         | Andalucía 2020    | Emilia-Romaña 2020 |
| Jonas Folger          | 3         | Catar 2015        | Rep. Checa 2016    |
| Scott Redding         | 3         | Francia 2013      | Gran Bretaña 2013  |
| Nico Terol            | 3         | EEUU 2013         | Valencia 2013      |
| Alex de Angelis       | 3         | Australia 2010    | Malasia 2012       |
| Alonso López          | 3         | San Marino 2022   | Catar 2024         |
| Jorge Martín          | 2         | Austria 2020      | Valencia 2020      |
| Mattia Pasini         | 2         | Italia 2017       | Argentina 2018     |
| Takaaki Nakagami      | 2         | Holanda 2016      | Gran Bretaña 2017  |
| Somkiat Chantra       | 2         | Indonesia 2022    | Japón 2023         |
| Sergio García         | 2         | EEUU 2024         | Francia 2024       |
| Joe Roberts           | 2         | Portugal 2022     | Italia 2024        |
| Arón Canet            | 1         | Portugal 2024     | Portugal 2024      |
| Fabio Di Giannantonio | 1         | España 2021       | España 2021        |
| Tetsuta Nagashima     | 1         | Catar 2020        | Catar 2020         |
| Fabio Quartararo      | 1         | Cataluña 2018     | Cataluña 2018      |
| Xavier Simeon         | 1         | Alemania 2015     | Alemania 2015      |
| Dominique Aegerter    | 1         | Alemania 2014     | Alemania 2014      |
| Anthony West          | 1         | Holanda 2014      | Holanda 2014       |
| Jordi Torres          | 1         | Alemania 2013     | Alemania 2013      |
| Michele Pirro         | 1         | Valencia 2011     | Valencia 2011      |
| Karel Abraham         | 1         | Valencia 2010     | Valencia 2010      |
| Roberto Rolfo         | 1         | Malasia 2010      | Malasia 2010       |
| Yūki Takahashi        | 1         | Cataluña 2010     | Cataluña 2010      |
| Jules Cluzel          | 1         | Gran Bretaña 2010 | Gran Bretaña 2010  |
| Shōya Tomizawa        | 1         | Catar 2010        | Catar 2010         |

### Victorias por constructor
Actualizado tras el Gran Premio de Gran Bretaña de 2024. [cita requerida]
| Constructor | Victorias | Primera        | Última            |
| ----------- | --------- | -------------- | ----------------- |
| Kalex       | 180       | Catar 2011     | Gran Bretaña 2024 |
| Suter       | 32        | Catar 2010     | Valencia 2014     |
| Boscoscuro  | 20        | Italia 2010    | Alemania 2024     |
| KTM         | 14        | Australia 2017 | Valencia 2019     |
| Moriwaki    | 8         | España 2010    | Valencia 2011     |
| FTR         | 2         | Valencia 2010  | Malasia 2012      |
| Motobi      | 2         | Australia 2010 | Australia 2011    |
| Tech 3      | 1         | Cataluña 2010  | Cataluña 2010     |

## Récords
El top-10 de los récords más notables conseguidos por pilotos de Moto2.
Actualizado tras el Gran Premio de la República Checa de 2025.
| Piloto            | Campeonatos |
| ----------------- | ----------- |
| Johann Zarco      | 2           |
| Toni Elías        | 1           |
| Stefan Bradl      | 1           |
| Marc Márquez      | 1           |
| Pol Espargaró     | 1           |
| Tito Rabat        | 1           |
| Franco Morbidelli | 1           |
| Francesco Bagnaia | 1           |
| Álex Márquez      | 1           |
| Enea Bastianini   | 1           |
| Remy Gardner      | 1           |
| Augusto Fernández | 1           |
| Pedro Acosta      | 1           |
| Ai Ogura          | 1           |

| Piloto            | Victorias |
| ----------------- | --------- |
| Marc Márquez      | 16        |
| Johann Zarco      | 15        |
| Tito Rabat        | 13        |
| Thomas Luthi      | 12        |
| Pol Espargaró     | 10        |
| Sam Lowes         | 10        |
| Pedro Acosta      | 10        |
| Andrea Iannone    | 8         |
| Franco Morbidelli | 8         |
| Francesco Bagnaia | 8         |
| Álex Márquez      | 8         |
| Brad Binder       | 8         |
| Raúl Fernández    | 8         |
| Fermín Aldeguer   | 8         |

| Piloto            | Podios |
| ----------------- | ------ |
| Thomas Luthi      | 53     |
| Tito Rabat        | 33     |
| Arón Canet        | 33     |
| Johann Zarco      | 30     |
| Sam Lowes         | 26     |
| Marc Márquez      | 25     |
| Pol Espargaró     | 23     |
| Álex Márquez      | 23     |
| Franco Morbidelli | 21     |
| Miguel Oliveira   | 21     |

| Piloto          | Poles |
| --------------- | ----- |
| Sam Lowes       | 20    |
| Tito Rabat      | 16    |
| Johann Zarco    | 15    |
| Pol Espargaró   | 14    |
| Marc Márquez    | 14    |
| Arón Canet      | 14    |
| Álex Márquez    | 12    |
| Mattia Pasini   | 8     |
| Fermín Aldeguer | 8     |
| Jake Dixon      | 8     |

| Piloto            | Vueltas rápidas |
| ----------------- | --------------- |
| Thomas Luthi      | 18              |
| Andrea Iannone    | 13              |
| Franco Morbidelli | 13              |
| Sam Lowes         | 12              |
| Tito Rabat        | 11              |
| Augusto Fernández | 11              |
| Pol Espargaró     | 10              |
| Álex Márquez      | 10              |
| Pedro Acosta      | 9               |
| Arón Canet        | 8               |
| Celestino Vietti  | 8               |